# Adelaide International 1 2023
Adelaide International 1 2023 — тенісний турнір, що проходив на кортах з твердим покриттям у місті Аделаїда (Австралія) з 2 по 8 січня. Належав до категорій WTA 500 та ATP 250.

## Фінальна частина

### Чоловіки, одиночний розряд
Новак Джокович —  Себастьян Корда 6–7(8–10), 7–6(7–3), 6–4

### Жінки, одиночний розряд
Аріна Соболенко —  Лінда Носкова 6–3, 7–6(7–4)

### Чоловіки, парний розряд
Ллойд Ґласспул /  Гаррі Геліоваара —  Джеймі Маррей /  Майкл Вінус 6–3, 7–6(7–3)

### Жінки, парний розряд
Ейджа Мухаммад /  Тейлор Таунсенд —  Сторм Гантер /  Катержина Сінякова 6–2, 7–6(7–2)